# 최봉홍
최봉홍(崔奉弘, 1942년 11월 28일~2023년 7월 2일)는 대한민국의 정치인이다. 제19대 국회의원(새누리당 비례대표)을 지냈다.

## 경력
- 전국항운노동조합연맹 위원장
- 한국노동조합총연맹 부위원장
- 한국운수물류노동조합총연합회 의장
- 노사정위원회 상무위원
- 중앙노동위원회 근로자위원
- 국제운수노련(ITF) 공정실행위원
- 부산항운노동조합 부위원장
- 2012.05~2016.05: 제19대 국회의원 (비례대표/새누리당)
- 2012.06: 새누리당 노동위원회 위원장
- 2012.07~2016.05: 제19대 국회 환경노동위원회 위원
- 2014.04 새누리당 서울 강북을 국회의원 선거구 조직위원장
- 2015.08~2016.05: 제19대 국회 공적연금 강화와 노후빈곤 해소를 위한 특별위원회 위원
- 2016.09~2017.03: 새누리당 실버세대위원회 위원장
- 2017.03 자유한국당 실버세대위원회 위원장

## 역대 선거 결과
| 실시년도 | 선거  | 대수 | 직책     | 선거구   | 정당     | 득표수      | 득표율         | 순위          | 당락 | 비고 |
| -------- | ----- | ---- | -------- | -------- | -------- | ----------- | -------------- | ------------- | ---- | ---- |
| 2012년   | 총선  | 19대 | 국회의원 | 비례대표 | 새누리당 | 9,130,651표 | \| \| 42.8% \| | 비례대표 16번 |      | 초선 |
|          | 42.8% |      |          |          |          |             |                |               |      |      |